# Tila Nguyen
Tila Tequila numera känd som Tornado Thien, egentligen Thien Thanh Thi Nguyen, född 24 oktober 1981 i Singapore, är en fotomodell, TV-personlighet, skådespelerska och sångerska. Efter att ha blivit den mest populära personen på Myspace, erbjöds Nguyen möjligheten till att spela in sin egen reality TV-serie. Hennes bisexuella tema-show, A Shot at Love with Tila Tequila sändes i två säsonger. 
Efter att ha uttryckt sitt stöd till Adolf Hitler och gjort antisemitiska och vita nationalistiska kommentarer, utvisades hon från Celebrity Big Brother.

## Biografi
Tila föddes i Singapore och har Vietnam-franska föräldrar. När hon var ett år flyttade familjen till Houston. Hon använder artistnamnen "Tila Tequila" och "Miss Tila". Hennes karriär började när hon fyllt 18 och hon flyttade till Kalifornien där hon snabbt blev väldigt populär på internet. Hon betraktades som "The Myspacequeen" med över 3 miljoner vänner på Myspace. Hon har som fotomodell visat upp sig i bland annat Playboy och i olika bilmagasin. Hon är även känd från dokusåpan A Shot at Love with Tila Tequila som sändes på MTV, där heterosexuella män och lesbiska eller bisexuella kvinnor tävlar om hennes uppmärksamhet. Hon kom ut med att vara bisexuell strax innan dokusåpan började sändas. Serien har gjorts i två säsonger då hon i första säsongen gjorde slut med personen hon valde i sista programmet. Tila Nguyen lever numera i Los Angeles.
Den 18 april 2014 offentliggjorde Nguyen att hon väntar sitt första barn tillsammans med musikern Thomas Paxton Whitaker, men paret bröt upp innan barnet föddes på grund av Whitakers dåliga ekonomi. Den 16 november föddes dottern Isabella Monroe Nguyen.

## Diskografi

### EP
- Sex (2007)
- Welcome to the Dark Side (2010)

### Singlar
- "I Love U" (2007)
- "Stripper Friends" (2007)
- "Paralyze" (2008)
- "I Fucked the DJ"/"I Love My DJ" (2010)
- "You Can Dance" (2011)

## Filmografi

### Filmer
- I Now Pronounce You Chuck and Larry (2007)
- Masterminds (2011)
- Brassknuckles (2011)

### TV
- A Shot at Love with Tila Tequila (2007)
- A Shot at Love II with Tila Tequila (2008)
- The War at Home (avsnitt: "The White Shadow")
- Robot Chicken (avsnitt: "Help Me!")
- MADtv (avsnitt: #1412) (2009)
- The Cleveland show (avsnitt: The Brown Knight)
- Shit My Dad Says (avsnitt: Ed Goes to Court)